# Boreopelta vavilovi
La boreopelta (Boreopelta vavilovi Shishkin, 1985) è un anfibio estinto, appartenente ai temnospondili. Visse nel Triassico inferiore  (Olenekiano, circa 251 milioni di anni fa) e i suoi resti fossili sono stati ritrovati in Siberia (Russia).

## Descrizione
Questo animale è noto principalmente per l'olotipo, un frammento di cranio, noto con il numero di catalogo PIN 4115/1, e per una mandibola parziale attribuita (PIN 4113/5). Questi fossili hanno permesso di ricostruire un animale con un grande cranio piatto e di forma pressoché triangolare, dall'incisura otica moderata. Il cranio possedeva una breve regione facciale. La distanza orbitopieale era lunga, mentre la fessura pterigosquamosale era aperta, e lo pterigoide non raggiungeva l'osso palatino e l'exoccipitale.

## Classificazione
Boreopelta vavilovi è stato descritto per la prima volta nel 1985, sulla base di fossili ritrovati nella formazione Teryutekhskaya nei pressi del fiume Karya-khos-Teryutekh, nella Siberia centrale. Secondo un'analisi filogenetica del 2011, Boreopelta rappresenterebbe una delle rare forme settentrionali di ritidosteidi, un gruppo di anfibi temnospondili del Triassico, tipici dei continenti meridionali. Boreopelta potrebbe essere strettamente imparentato con Peltostega erici, un altro ritidosteide ritrovato nelle Svalbard.